# Meduza (PT-71)
Pour les articles homonymes, voir Meduza (homonymie).
Le Meduza (PT-71) est un navire auxiliaire de la flotte de la marine militaire croate. 

## Historique
Il a été lancé en 1956 à Trogir sous le nom de Meduza , faisant partie d'une série de cargos auxiliaires. Il a ensuite été converti en transporteur d'eau et a été principalement utilisé pour fournir de l'eau aux îles. Il a été capturé à la marine yougoslave en 1991 à Šibenik alors qu'il subissait des réparations.
Il était armé d'un canon Bofors 40 mm et d'un de 20 mm, qui ont ensuite été retirés. Sa capacité de charge est de 350 tonnes d'eau.
Il fait partie de la 1re division des garde-côtes de la République de Croatie à Split .